# Moulins-sur-Orne
Moulins-sur-Orne is een gemeente in het Franse departement Orne (regio Normandië) en telt 308 inwoners (2005). De plaats maakt deel uit van het arrondissement Argentan.

## Geografie
De oppervlakte van Moulins-sur-Orne bedraagt 9,3 km², de bevolkingsdichtheid is 33,1 inwoners per km².
De onderstaande kaart toont de ligging van Moulins-sur-Orne met de belangrijkste infrastructuur en aangrenzende gemeenten.

## Demografie
Onderstaande figuur toont het verloop van het inwonertal (bron: INSEE-tellingen).